# SMILE ENERGY
SMILE ENERGY（スマイルエネルギー）は、milktubのファーストアルバムである。2008年12月24日にLantisより発売された。

## 概要
- ミニアルバムやベストアルバムは過去に発売しているが、今作はバンド初のフルアルバムとしてリリースされた。
- 初回限定版と通常版が発売されたが、初回限定版にはDVDが特典として同梱されており、今作の収録曲である「LoveSong」のPV、2008年5月3日に恵比寿LIQUIDROOMで行われたLIVE映像が収録されている。

## 収録曲

### CD
1. LoveSong
作詞／桑島由一　作曲／milktub　編曲／ms-jacky
2. Go a head
作詞／伊東隼人　作編曲／milktub
3. スキスキJunk麺
作詞曲／milktub　編曲／ms-jacky
4. Speed
作詞／桑島由一　作曲／宮崎京一　編曲／ms-jacky
5. ここにいる
作詞／yozuca*　作曲／milktub　編曲／ms-jacky
6. It's OK ～ピエロのオッちゃん賛歌～
作詞／milktub　作曲／カタル　編曲／ms-jacky
7. Fourteen-Sick
作詞曲／milktub　編曲／ms-jacky
8. 虹
作詞／橋本みゆき　作曲／milktub　編曲／ms-jacky
9. 2030
作詞／桑島由一　作編曲／milktub
10. SMILE ENERGY
作詞曲／milktub　編曲／ms-jacky
11. プロジェクト×～ペケ～
作編曲／ms-jacky

### 特典DVD
1. LoveSong (PV)
2. Fu-kin Hi-kin 2008 (LIVE)  - アルバム「BPM200 ROCK'N'ROLL SHOW」収録曲
3. Ever Green (LIVE) - アルバム「Ever Green」収録曲
4. Happy Go!! (LIVE) - シングル「Happy Go!!」収録曲
5. 鐘ノ音ヘブン (LIVE) - アルバム「グリーングリーン オリジナルサウンドヴォーカルアルバム 鐘ノ音ヘブン」収録曲